# El Siglo - Tucumán
El Siglo - Tucumán es un diario matutino en formato tabloide que se edita en la ciudad de San Miguel de Tucumán, Argentina.
Su primer número apareció el 4 de diciembre de 1990 con el nombre de diario Siglo XXI. Esta denominación se mantuvo hasta el año 1998, en el cual (luego de un cambio de manos del paquete accionario), pasó a llamarse simplemente El Siglo de Tucumán.
Actualmente ocupa el 2 puesto en lista de ventas en Tucumán detrás de La Gaceta y antes de El Tribuno de Tucumán.